# Urones de Castroponce
Urones de Castroponce es un municipio y localidad de España, en la comarca de Tierra de Campos, provincia de Valladolid, en la comunidad autónoma de Castilla y León.  

## Geografía
- Se encuentra cerca de los pueblos de Becilla de Valderaduey, Castrobol, Unión de Campos, o Villavicencio de los Caballeros.

## Etimología
Urones aparece en la documentación medieval como Furones, que según la filóloga Mª Fátima Carrera de la Red proviene del latín furo, furonis, que significa Hurón. Es un fenómeno bien conocido del castellano el cambio fonético de la F a la H. La pérdida de la H inicial puede deberse a que el topónimo se fosilizó en una época donde no estaban fijadas las normas ortográficas actuales. El nombre del pueblo aparece como Urones al menos desde 1642.
El apellido de Castroponce, del que hay constancia al menos desde 1789, se debe a su pertenencia en la Edad Moderna al Condado de Castroponce, basado en la cercana localidad de Castroponce. Sirvió para distinguir Urones de su homónimo Hurones, en la provincia de Burgos.

## Historia
La primera referencia a Urones está fechada el 4 de abril del 970 en un documento del fondo de la abadía de Sahagún, donde se lee:
…in primis termino de Coroneses per termino de Telliatello per illo castro que discurrit de Patreces ad Aratoi (Valderaduey) a Sancti Baudili et inde per terminos de Paliares (Pajares) ac deinde per terminos de Faragones et inde [...] per carrera que discurrit de Villa Goia per carrera que discurrit a Villa Petri et inde per terminos de Furones...
El 20 de febrero de 1004 se menciona a Urones en el texto de la venta de un lugar llamado Sancta Columba:
...per termino de Villa Belona (Villalón) et affiget in carrera que discurrit ad Furones.
En un diploma fechado el 18 de septiembre de 1042 se recoge una generosa donación realizada por Ordonius, domni Ueremudus regis filius (Ordoño, hijo del rey Bermudo) y su mujer Fronilde, Pelagius comite filia (Fronilde, hija del conde Pelayo), a favor del monasterio de Santa María en León. Entre los bienes citados: 
Item et in Furones concedimos uobis palacios quos fuerunt de Pelagio Ordoniz cun suas uineas et suas senras et sua ecclesia uocauulo Sancto Saluatoris (Y por tanto, en Urones os concedemos el palacio que fue de Pelayo Ordóñez con sus viñas y sus heredades y su iglesia dedicada a San Salvador).
Un registro, del 29 de junio de 1120, de una renta que pagó al cabildo de la Catedral de León un tal Martino Xabiz, Furones.
También se cita a Urones como indicador geográfico en la donación, realizada en Toro el 18 de agosto de 1180, que el monarca Fernando II hace de Villalogán a la orden de Santiago: 
... ego rex domnus Fernandus [...] facio cartam donationis vobis dilecto e fidelissimo meo Petro Fernandi, Milicie Sancti Iacobi magistro, et fratribus vestris [...] de tota illa villa que iacet in alfoz de Maiorga, scilicet, inter Villam Vicent, Furones, Bullanos et Volla Grad, vocatur Villalugan (Yo rey y señor, Fernando [...], os hago carta de donación a vos, mi querido y fiel Pedro de Fernando, Maestro de la Orden de Santiago y a vuestros hermanos [...] de toda la villa que se halla en el Alfoz (urbanismo) de Mayorga, entre Villavicencio, Urones, Bolaños y Villagra, llamada Villalogán).
En 1181 aparece una mujer llamada Urraca haciendo una donación al monasterio de Sahagún una casa que había obtenido junto a su marido Pedro de Urones:
Petro de Furones, iam defuncto.
El 24 de julio de 1214 es la fecha de una donación realizada en Villalobos en favor del monasterio de Sahagún:
In Dei nomine. Notum sit, tam presentibus quam futuris, quod ego Rodericus Petri de Villalobos, pro remedio anime mee et parentum meorum et pro beneficio quod habui a monasterio Sancti Facundi in prestimonio, scilicet, domum Sancti Felicis, cum suis pertenenciis, ofero, do et concedo eidem monasterio Sancti Facundi quamtum habeo uel habere debeo in Valdeiumquello, in Furones, in Villalan... (En el nombre de Dios. Quede anotado, tanto para los presentes como para los futuros, que yo, Rodrigo Pérez de Villalobos, para remedio de mi alma y de la de mis padres y por el beneficio que obtuve del monasterio de San Facundo, doy y concedo la casa de San Félix, con todas sus pertenencias, a dicho monasterio de San Facundo, junto con todo lo que poseo o deba poseer en Valdunquillo, Urones, Villalan...)
El 29 de julio de 1310 nos encontramos con un diploma donde se da testimonio de las posesiones de la orden del Temple en la zona de Mayorga de Campos:
Iten en Furones el cuarto enna ygleesia de Sant Saluador, e casas e un huuerto e heredamientos bien para tres jugus de bues, e diez e seys arançadas de vinnas e veynte e un vasallo prestamados de lo de la horden (En cuanto a Urones, el cuarto de la iglesia de San Salvador, y casas y un huerto y fincas con capacidad de tres yugadas de bueyes, y dieciséis viñas arrendadas y veintiún vasallos prestados de la Orden).
Urones fue el primer municipio de España en el que salió elegido un alcalde socialista. Tras las elecciones municipales de noviembre de 1903, en enero de 1904 José Herrero, miembro de la sociedad obrera del pueblo, ocupó el cargo de primer edil del ayuntamiento gracias a la mayoría que supusieron los tres concejales socialistas elegidos.

## Geografía humana

### Demografía
Cuenta con una población de 100 habitantes (INE 2024).
| Gráfica de evolución demográfica de Urones de Castroponce entre 1842 y 2021                                           |
| |
| Población de derecho según los censos de población del INE. Población de hecho según los censos de población del INE. |

## Patrimonio

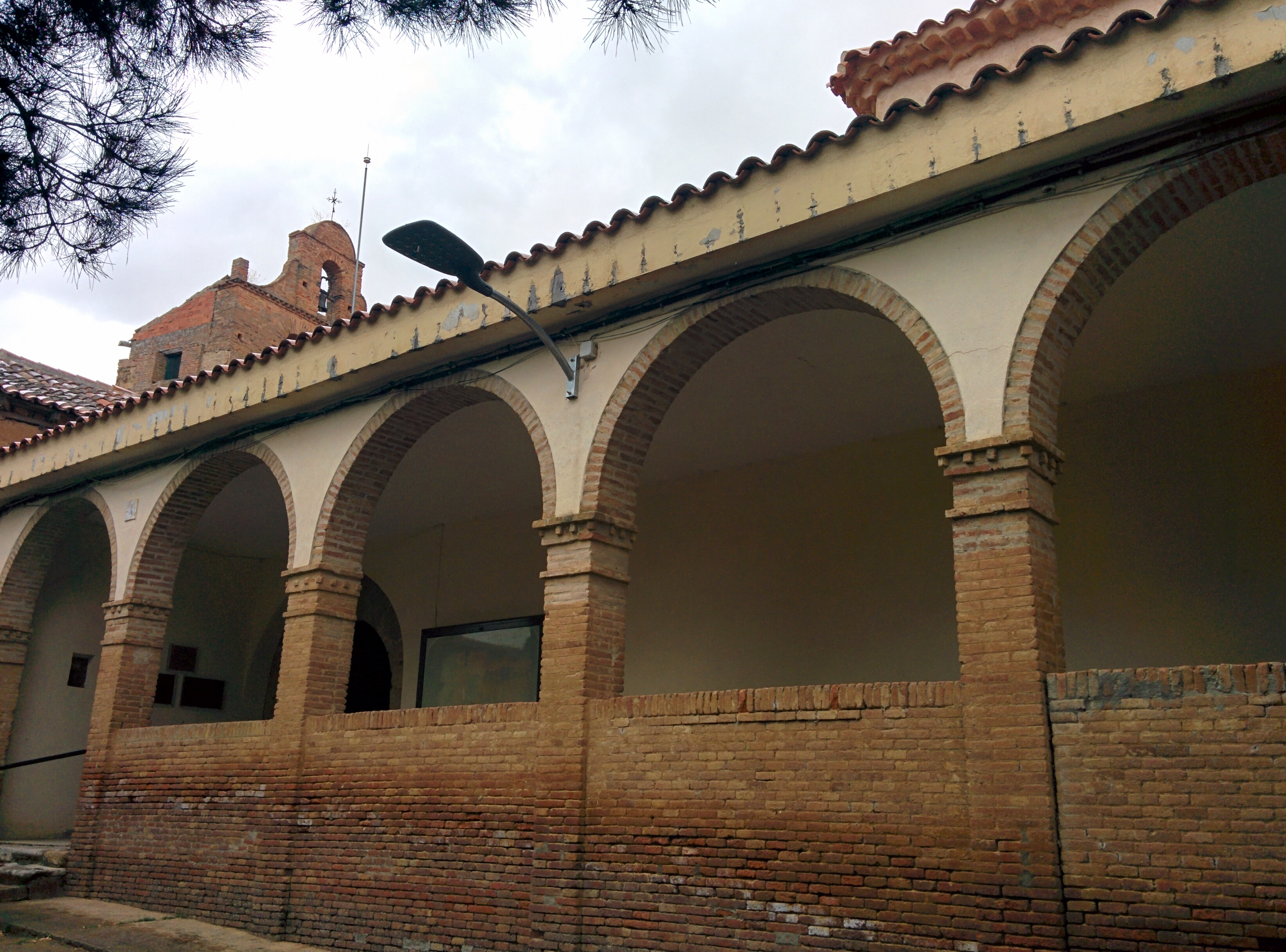
Iglesia del Salvador

Su iglesia del Salvador es de estilo mudéjar y el retablo es considerado uno de los mejores en su estilo en la comarca.

## Cultura

### Fiestas y tradiciones
El pueblo celebra las fiestas patronales en honor a San Antonio Abad, cada 17 de enero. Entre los actos destacan la hoguera de San Antón, las verbenas populares, la tradicional cencerrada (con cencerros del Pego) y la limonada de la peña de Chumi.
Entre otras festividades destaca San Bernandino, el 20 de mayo.
En la actualidad, el último fin de semana de agosto se celebra la fiesta del campo.

### Festival de teatro
Este municipio es reconocido a nivel regional por su Festival de Teatro Alternativo FE.T.AL. Por el escenario del Corral de Anuncia han pasado un elevado número de compañías teatrales de toda España.